# Mramorac
Mramorac (izvirno srbsko Мраморац) je naselje v Srbiji, ki upravno spada pod Občino Smederevska Palanka; slednja pa je del Podonavskega upravnega okraja.

## Demografija
V naselju, katerega izvirno (srbsko-cirilično) ime je Мраморац, živi 517 polnoletnih prebivalcev, pri čemer je njihova povprečna starost 45,2 let (43,8 pri moških in 46,7 pri ženskah). Naselje ima 179 gospodinjstev, pri čemer je povprečno število članov na gospodinjstvo 3,42.
To naselje je, glede na rezultate popisa iz leta 2002, večinoma srbsko, a v času zadnjih treh popisov je opazno zmanjšanje števila prebivalcev.
|  |

| Demografija | Demografija     | Demografija     |
| Leto        | Št. prebivalcev | Št. prebivalcev |
| ----------- | --------------- | --------------- |
|             |                 |                 |
|             |                 |                 |
|             |                 |                 |
|             |                 |                 |
| 1948        | 1126            |                 |
| 1953        | 1144            |                 |
| 1961        | 1036            |                 |
| 1971        | 920             |                 |
| 1981        | 829             |                 |
| 1991        | 745             | 706             |
| 2002        | 677             | 613             |
|             |                 |                 |

| Etnična sestava po popisu iz leta 2002 | Etnična sestava po popisu iz leta 2002 | Etnična sestava po popisu iz leta 2002 | Etnična sestava po popisu iz leta 2002 | Etnična sestava po popisu iz leta 2002 |
| -------------------------------------- | -------------------------------------- | -------------------------------------- | -------------------------------------- | -------------------------------------- |
| Srbi                                   | Srbi                                   |                                        | 609                                    | 99,34%                                 |
| Bolgari                                | Bolgari                                |                                        | 2                                      | 0,32%                                  |
| Madžari                                | Madžari                                |                                        | 1                                      | 0,16%                                  |
| Neznano                                | Neznano                                |                                        | 1                                      | 0,16%                                  |